# Il Volo Takes Flight – Live from the Detroit Opera House
Il Volo Takes Flight - Live from the Detroit Opera House – pierwszy album koncertowy włoskiego trio Il Volo wydany 28 lutego 2012 roku nakładem wytwórni Geffen Records. 
Na płycie umieszczono zapis dźwiękowy koncertu, który zespół zagrał 27 listopada 2011 roku w Detroit Opera House w Detroit w ramach ich pierwszej trasy koncertowej zatytułowanej Il Volo North American Tour. Oprócz tego, tego samego dnia na rynku ukazało się dwupłytowe wydawnictwo zawierające zapis audiowizualny całego wydarzenia oraz dodatkowe materiały zakulisowe i wywiady z wokalistami.

## Lista utworów
Spis sporządzony na podstawie materiału źródłowego:
| Il Volo Takes Flight - Live from the Detroit Opera House (CD) | Il Volo Takes Flight - Live from the Detroit Opera House (CD) | Il Volo Takes Flight - Live from the Detroit Opera House (CD) | Il Volo Takes Flight - Live from the Detroit Opera House (CD) |
| Nr                                                            | Tytuł utworu                                                  | Autorstwo                                                     | Długość                                                       |
| ------------------------------------------------------------- | ------------------------------------------------------------- | ------------------------------------------------------------- | ------------------------------------------------------------- |
| 1.                                                            | „Il mondo” (Live)                                             | Jimmy Fontana, Italo Greco, Gianni Meccia, Carlos Pes         | 4:09                                                          |
| 2.                                                            | „Un amore così grande” (Live)                                 | Guido Maria Ferilli, Antonella Maggio                         | 3:20                                                          |
| 3.                                                            | „Ti voglio tanto bene” (Live)                                 | Ernesto De Curtis                                             | 2:44                                                          |
| 4.                                                            | „Granada” (Live)                                              | Augustín Lara                                                 | 3:59                                                          |
| 5.                                                            | „E più ti penso” (Live)                                       | Mogol, Ennio Morricone, Tony Renis                            | 4:54                                                          |
| 6.                                                            | „’O sole mio” (Live)                                          | Eduardo Di Capua                                              | 3:41                                                          |
| 7.                                                            | „Non ti scordar di me” (Live)                                 | Ernesto De Curtis, Domenico Furno                             | 3:22                                                          |
| 8.                                                            | „This Time” (Live)                                            | Kevin Griffin, Mike Busbee, Michelle Robin Lewis              | 3:10                                                          |
| 9.                                                            | „Smile” (Live)                                                | Charlie Chaplin, John Turner                                  | 4:51                                                          |
| 10.                                                           | „Mattinata” (Live)                                            | Ruggiero Leoncavallo                                          | 2:43                                                          |
| 11.                                                           | „Music proibita” (Live)                                       | Stanislao Gastaldon                                           | 3:26                                                          |
| 12.                                                           | „Mamma” (Live)                                                | Cesare Andrea Bixio                                           | 3:40                                                          |
| 13.                                                           | „La luna hizo esto” (Live; z Pią Toscano)                     | Edgar Cortázar, Mark Portman, Dianne Warren                   | 3:34                                                          |
| 14.                                                           | „Notte stellata (The Swan)” (Live)                            | Tony Renis, Camille Saint-Saëns                               | 3:54                                                          |
| 15.                                                           | „Funiculi’ funicula” (Live)                                   | Luigi Denza                                                   | 3:26                                                          |
|                                                               |                                                               |                                                               | 54:53                                                         |

| Il Volo Takes Flight - Live from the Detroit Opera House (DVD) | Il Volo Takes Flight - Live from the Detroit Opera House (DVD) | Il Volo Takes Flight - Live from the Detroit Opera House (DVD) | Il Volo Takes Flight - Live from the Detroit Opera House (DVD) |
| Nr                                                             | Tytuł utworu                                                   | Autorstwo                                                      | Długość                                                        |
| -------------------------------------------------------------- | -------------------------------------------------------------- | -------------------------------------------------------------- | -------------------------------------------------------------- |
| 1.                                                             | „Ti voglio tanto bene” (Live)                                  | Ernesto De Curtis                                              | 2:44                                                           |
| 2.                                                             | „Smile” (Live)                                                 | Charlie Chaplin, John Turner                                   | 4:51                                                           |
| 3.                                                             | „Granada” (Live)                                               | Augustín Lara                                                  | 3:59                                                           |
| 4.                                                             | „E più ti penso” (Live)                                        | Mogol, Ennio Morricone, Tony Renis                             | 4:54                                                           |
| 5.                                                             | „Non ti scordar di me” (Live)                                  | Ernesto De Curtis, Domenico Furno                              | 3:22                                                           |
| 6.                                                             | „El reloj” (Live)                                              | Roberto Cantoral                                               | 4:09                                                           |
| 7.                                                             | „Notte stellata (The Swan)” (Live)                             | Tony Renis, Camille Saint-Saëns                                | 3:54                                                           |
| 8.                                                             | „Music proibita” (Live)                                        | Stanislao Gastaldon                                            | 3:26                                                           |
| 9.                                                             | „This Time” (Live)                                             | Kevin Griffin, Mike Busbee, Michelle Robin Lewis               | 3:10                                                           |
| 10.                                                            | „Mamma” (Live)                                                 | Cesare Andrea Bixio                                            | 3:40                                                           |
| 11.                                                            | „Per te” (Live)                                                | Marco Marinangeli, Josh Groban, Walter Afanasieff              | 5:03                                                           |
| 12.                                                            | „Mattinata” (Live)                                             | Ruggero Leoncavallo                                            | 2:43                                                           |
| 13.                                                            | „’O sole mio” (Live)                                           | Eduardo Di Capua                                               | 3:41                                                           |
| 14.                                                            | „Dokument z koncertu i wywiady”                                |                                                                |                                                                |
|                                                                |                                                                |                                                                | 49:36                                                          |